# Sainte Sève
Sève, appelée aussi Sev, Sewa, Loève, Loaven (breton), Sewo (gallois), mais aussi Santsegne (XIe siècle), Sentseguot (1128), sainte Scevat (1598) est une sainte semi-légendaire du VIe siècle. On sait très peu de choses sur cette sainte fêtée le 23 juillet non reconnue par l’Église de Rome.

## Biographie
Fille de Hoël Ier, roi de Domnonée (les 2 Bretagne) et de sainte Koupaia (Pompée), sœur de saint Tugdual, évêque, l'un des sept fondateurs de la Bretagne christianisée (Le Tro Breiz), sœur de saint Lunaire (Léonor) et de Hoël II.
Le frère Albert le Grand, de Morlaix (1637) raconte que son saint frère Tugdual parcourant l'Armorique avec ses disciples, reçut au cours de ses prêches, en dons, plusieurs terres (appelées paroisses dans les textes), où il installa des monastères. Sur le domaine de l'actuel village de Sainte-Sève, près de Morlaix, il fonda une abbaye pour sa sœur, vers 530, aujourd'hui disparue.
Sainte Sève est la patronne des paroisses de Sainte-Sève et de Langoat.
Elle a donné son nom à l'île Loaven où elle est inhumée, dans la chapelle sainte Elibouhan aussi mystérieuse qu'elle.

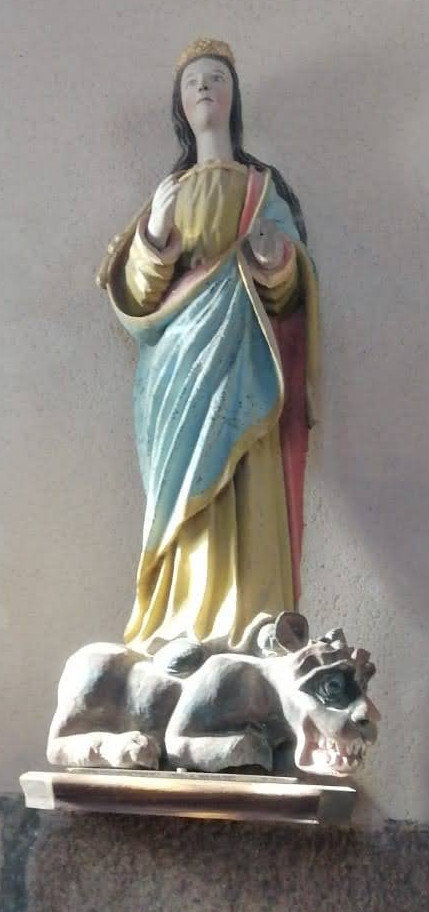
Église paroissiale de Sainte-Sève : statue de sainte Sève.

## Sources
- Les Vies des saints de la Bretagne... par Albert le Grand (1637) réédition de 1901 Rennes Bibliothèque nationale de France ;
- Histoire de la Bretagne par M de la Borderie (1905), université de Rennes-2.